# Маркиз Англси
Не следует путать с графами Англси.
Маркиз Англси (по-русски часто также Энглси, англ. Marquess of Anglesey) — титул в системе пэрства Соединённого королевства. Он был создан в 1815 году для Генри Пэджета, 2-го графа Аксбриджа (1768—1854), героя битвы при Ватерлоо. Другие титулы: граф Аксбридж (графство Мидлсекс, пэрство Великобритании, 1784), барон Пэджет из Бодесерта (пэрство Англии, 1553) и ирландский баронет из Плас-Ньюидда (графство Англси) и из Маунт-Багеналла (графство Лаут).
Родовая резиденция — Плас-Ньюидд, под Лланвайр-Пуллгвингиллом, графство Англси. Прежней резиденцией был Бодесерт-хаус, недалеко от Каннок-Чейза в графстве Стаффордшир.

## История семьи в 1553—1815 годах

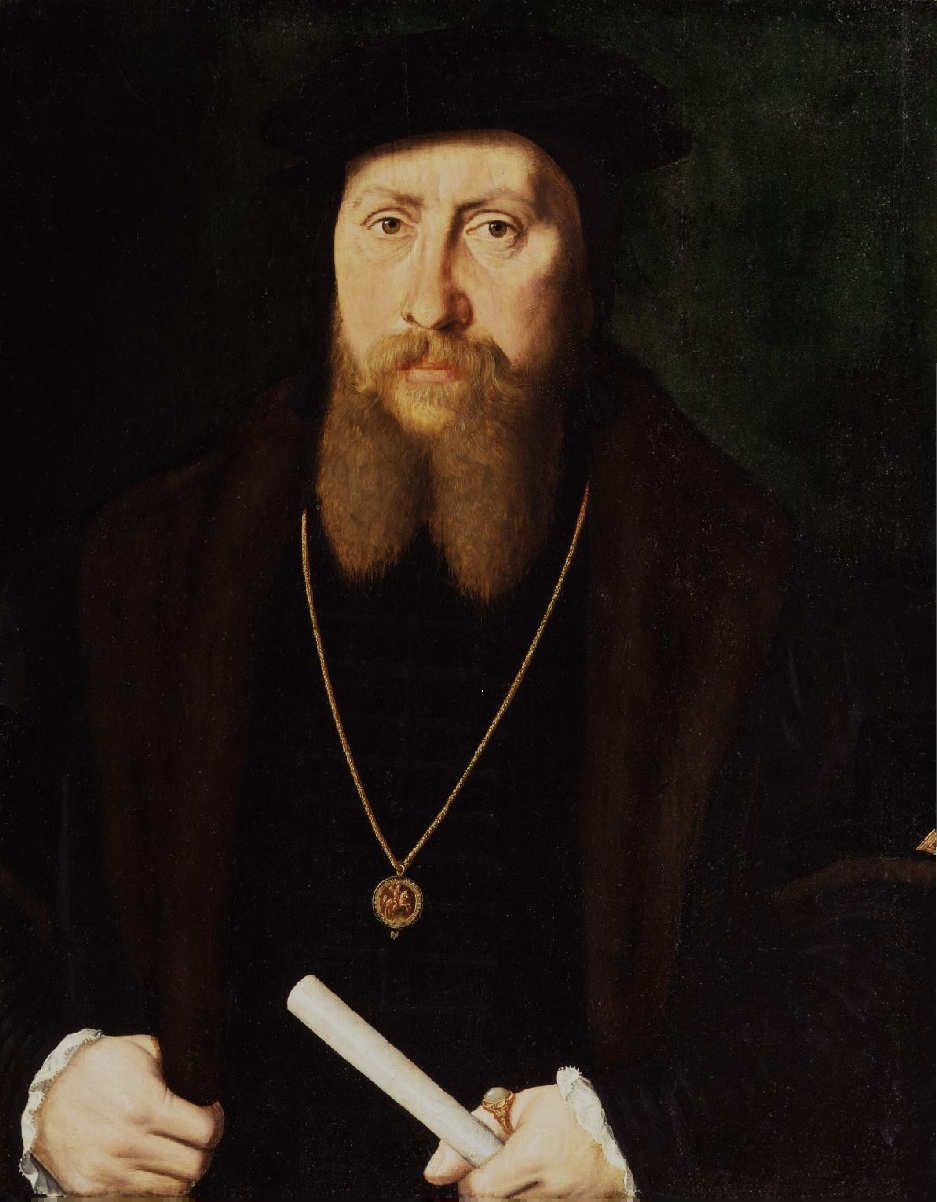
Уильям Пэджет, 1-й барон Пэджет (1506—1563)

Семья Пэджет происходит от сэра Уильяма Пэджета (1506—1563), близкого советника короля Англии Генриха VIII Тюдора, который в 1553 году получил титул лорда Пэджета де Бодесерта. Его младший сын, Томас Пэджет, 3-й барон Пэджет (ок. 1540—1590), был католиком и противником королевы Елизаветы I Тюдор. В 1589 году он был лишен баронского титула. Но его сын, Уильям Пэджет, 4-й барон Пэджет (1572—1628), в 1604 году добился возвращения баронского титула. В отличие от своего отца, он был видным протестантом. Ему наследовал его сын, Уильям Пэджет, 5-й барон Пэджет (1609—1678). В 1641—1642 годах в качестве сторонника парламента он занимал должность лорда-лейтенанта Бакингемшира, но затем перешел на сторону роялистов и лишился должности. Его сын, Уильям Пэджет, 6-й барон Пэджет (1637—1713), являлся послом в Австрийской и Османской империях. Ему наследовал сын, Генри Пэджет, 7-й барон Пэджет (1663—1743). Он получил титул барона Бертона из Бертон-апон-Трента (графство Стаффордшир) в 1711 году. В 1714 году для него был создан титул графа Аксбриджа (графство Мидлсекс). В 1769 году после смерти его внука Генри Пэджета, 2-го графа Аксбриджа (1719—1769), сына Томаса Кетсби Пэджета, лорда Пэджета, титулы графа Аксбриджа и барона Бертона пресеклись.
Титул барона Пэджета, который мог передаваться по женской линии, перешел к него кузену Генри Бейли (1744—1812), который стал 9-м бароном Пэджетом в 1769 году. Он был сыном сэра Николаса Бейли, 2-го баронета из Плас-Ньюидда (1709—1782), и Кэролайн, Леди Бейли (ум. 1766), дочери Томаса Пэджета и внучки Генри Пэджета, второго сын Уильяма Пэджета, 5-го барона Пэджета. В 1770 году Генри Бейли принял фамилию и герб «Пэджет». В 1782 году он стал преемником своего отца в качестве 3-го баронета. В 1784 году для него были возрождены титул графа Аксбриджа в графстве Мидлсекс. Ему наследовал в 1812 году старший сын Генри Уильям Пэджет, 2-й граф Аксбридж (1768—1854). Он был крупным полководцем, который приобрел известность в битве при Ватерлоо (1815), где он потерял ногу. Через несколько недель после битвы он получил титул маркиза Англси.

## История семьи, 1815 — наше время

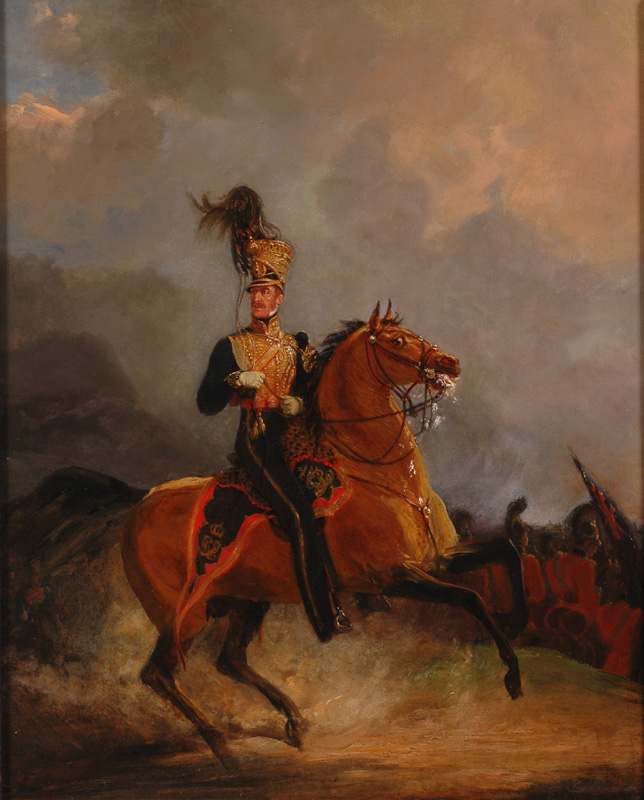
Генри Пэджет, 1-й маркиз Англси, в битве при Ватерлоо (1815)

Лорд Англси в дальнейшем занимал должности генерал-фельдцейхмейстера (1827—1828, 1846—1852) и генерал-лейтенанта Ирландии (1828—1829, 1830—1833). Его преемником стал старший сын от первого брака, Генри Пэджет, 2-й маркиз Англси (1797—1869). Он занимал лорда-камергера Хаусхолда при Лорде Мельбурне (1839—1841). Его единственный сын от первого брака, Генри Пэджет, 3-й маркиз Пэджет (1821—1880), представлял Южный Стаффордшир в Палате общин. Он умер бездетным, ему наследовал сводный брат, Генри Пэджет, 4-й маркиз Англси (1835—1898). Он занимал почетную должность вице-адмирала Северного Уэльса и Западного Кармартеншира. Его сын, Генри Пэджет, 5-й маркиз Англси (1875—1905) известен разбазариванием своего наследства и накоплением огромных долгов. В 1904 году он был объявлен банкротом. Он скончался в 1905 году в возрасте 29 лет. Ему наследовал двоюродный брат, Чарльз Пэджет, 6-й маркиз Англси (1885—1947). Он был сыном Лорда Александра Пэджета (1839—1896), третьего сына 2-го маркиза Англси. Ему наследовал его единственный сын, Генри Пэджет, 7-й маркиз Англси (1922—2013), который носил почетную должность лорда-лейтенанта Гвинеда (1983—1989). В 2013 году его сменил старший сын, Чарльз Александр Пэджет, 8-й маркиз Англси (род. 1950).

## Бейли, затем баронеты Пэджет

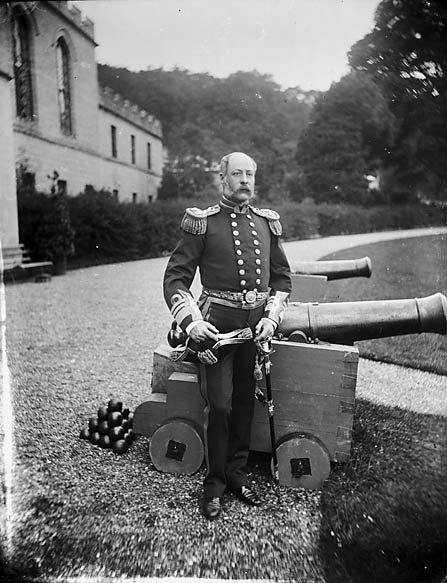
Генри Пэджет, 4-й маркиз Англси (1825—1898)

Бейли, позднее баронеты Пэджеты из Плас-Ньюидда (графство Англси) и из Маунт-Багеналла (графство Лаут) в пэрстве Ирландии появились в 1730 году. Первым баронетом стал сэр Эдвард Бейли (1684—1741), который ранее представлял Ньюри в Палате общин Ирландии. В 1712 году он унаследовал имение в графстве Англси, в том числе Плас-Ньюидд, от своего двоюродного брата Николаса Багеналла. Ему наследовал сын, Николас Бейли, 2-й баронет (1709—1782). Он представлял Англси в Палате общин Великобритании. Его сын Генри Бейли Пэджет, 3-й баронет (1744—1812) стал 9-м бароном Пэджетом и графом Аксбриджем (1784).

## Другие члены семьи Пэджет

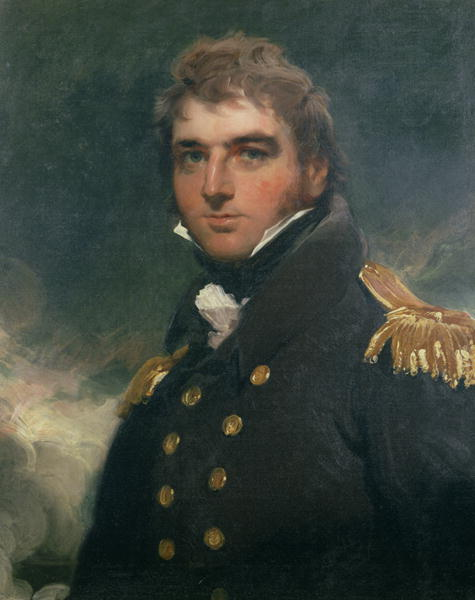
Вице-адмирал Сэр Чарльз Пэджет (1778—1839), младший брат 1-го маркиза Англси

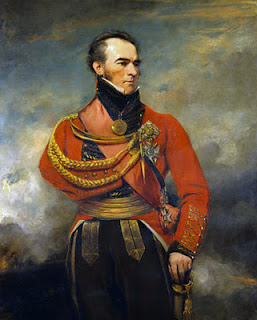
Сэр Эдвард Пэджет (1775—1849), четвёртый сын Генри Пэджета, 1-го графа Аксбриджа

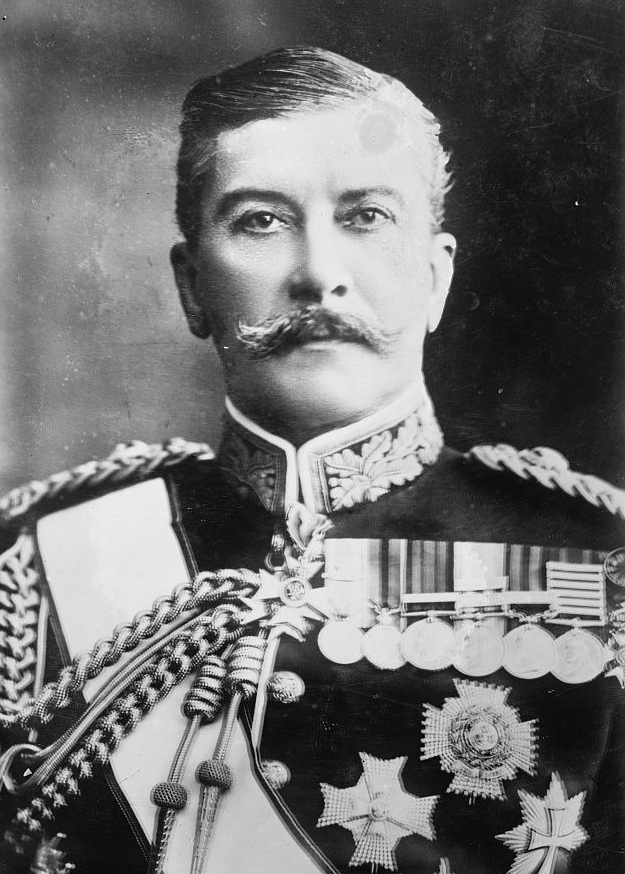
Генерал Артур Пэджет (1851—1928)

- Чарльз Пэджет[англ.] (ок. 1546—1612), младший сын 1-го барона Пэджета, был заговорщиком-католиком, который в 1586 году участвовал в заговоре против королевы Елизаветы Тюдор
- Уильям Пэджет[англ.] (1769—1794), второй сын Генри Пэджета, 1-го графа Аксбриджа, был капитаном британского флота и депутатом Палаты общин
- Сэр Артур Пэджет[англ.] (1771—1840), третий сын 1-го графа Аксбриджа, английский дипломат и политик
- Сэр Огастас Беркли Пэджет (1823—1896), сын предыдущего, также являлся дипломатом. Был послом в Италии и Австро-Венгрии
- Сэр Ральф Пэджет[англ.] (1864—1940), второй сын предыдущего, английский дипломат, посол в Сиаме, Баварии и Вюртемберге, Сербии, Дании и Бразилии
- Артур Пэджет (1839—1924), сын Стюарта Пэджета (1811—1869) и внук Артура Пэджета, вице-адмирал британского флота
- Эдвард Пэджет (1775—1849), четвёртый сын 1-го графа Аксбриджа, генерал британской армии
- Сэр Чарльз Пэджет[англ.] (1778—1839), вице-адмирал британского флота, сын Генри Бейли Пэджета, 1-го графа Аксбриджа
- Беркли Пэджет[англ.] (1780—1842), шестой сын Генри Пэджета, 1-го графа Аксбриджа, представлял Англси[англ.] и Милборн-порт[англ.] в Палате общин Великобритании
  - Фредерик Пэджет[англ.] (1807—1866), сын предыдущего, депутат Палаты общин от Бомариса[англ.]
  - Леопольд Пэджет (1824—1892), брат предыдущего, полковник королевской артиллерии. Его сын Уэлсли Пэджет (1858—1918) был генерал-майором королевской артиллерии
- Лорд Уильям Пэджет[англ.] (1803—1873), второй сын 1-го маркиза Англси, британский флотоводец и политик
- Лорд Кларенс Пэджет[англ.] (1811—1895), четвёртый сын 1-го маркиза Англси, флотоводец, политик и скульптор. Участвовал в Наваринской битве и в экспедициях, предпринятых в 1854—55 годах в Балтийское море. В 1858 году был назначен контр-адмиралом и в 1859 году секретарём Адмиралтейства; в этом последнем звании он оказал Англии немаловажные услуги постройкой броненосного флота. Вскоре после того, как составилось министерство Рассела-Гладстона (осенью 1865), он оставил парламент и был назначен главнокомандующим английским флотом Средиземного моря. Этот пост он занимал до 1870 года. С 1874 года состоял в звании High-Sheriff на острове Англси.
- Лорд Альфред Пэджет[англ.] (1816—1888), пятый сын 1-го маркиза Англси, военный, политик и придворный
  - Сэр Артур Пэджет[англ.] (1851—1928), сын предыдущего, генерал британской армии
  - Сидней Пэджет[англ.] (1857—1916), известный владелец скаковых лошадей
  - Алмерик Пэджет[англ.] (1861—1949), политик, в 1918 году стал 1-м бароном Квинборо
    - Дороти Пэджет[англ.] (1905—1960), дочь предыдущего, владелица скаковых лошадей
    - Олив Сесилия Пэджет[англ.] (1899—1974), сестра предыдущей, владелица замка Лидс
- Лорд Джордж Пэджет[англ.] (1818—1880), шестой сын 1-го маркиза Англси, генерал британской армии
- Леди Кэролайн Пэджет[англ.] (1913—1973), старшая дочь 6-го маркиза Англси, светская львица и актриса
- Леди Роуз Пэджет[англ.] (1919—2005), четвёртая дочь 6-го маркиза Англси, светская львица
- Льюис Бейли[англ.] (ум. 1631), дед 1-го баронета, епископ Бангорский (1616—1631)
- Его сын Николас Бейли[англ.], отец 1-го баронета, ирландский помещик и депутат
- Преподобный Эдвард Бейли (род. после 1710), младший сын 1-го баронета, был архидиаконом Дублина
- Ламберт Бейли (ок. 1711 — ок. 1747), сын 1-го баронета, был отцом преподобного Джона Бейли (1747—1831), который стал дедом генералов Пэджета Бейли и Джона Бейли
- Чарльз Бейли (род. после 1712), младший сын 1-го баронета, был кэптеном королевского флота
- Николас Бейли[англ.] (1749—1814), младший сын 2-го баронета, депутат Палаты общин от Англси[англ.].
- Клара Пэджет (род. 1988) — единственная дочь 8-го маркиза, актриса.

В 1727 году город Аксбридж в провинции Массачусетс был назван в честь графа Аксбриджа.

## Бароны Пэджет (1553)
- 1553—1563: Уильям Пэджет, 1-й барон Пэджет (ок. 1506 — 9 июня 1563), сын Уильяма Пэджета
- 1563—1568: Генри Пэджет, 2-й барон Пэджет (ок. 1535 — 28 декабря 1568), старший сын предыдущего
- 1568—1589: Томас Пэджет, 3-й барон Пэджет (ок. 1540—1590), второй сын 1-го барона
- 1604—1628: Уильям Пэджет, 4-й барон Пэджет (1572 — 29 августа 1628), сын предыдущего
- 1628—1678: Уильям Пэджет, 5-й барон Пэджет (13 сентября 1609 — 19 октября 1678), второй сын предыдущего
- 1678—1713: Уильям Пэджет, 6-й барон Пэджет (10 февраля 1637 — 26 февраля 1713), старший сын предыдущего
- 1713—1743: Генри Пэджет, 7-й барон Пэджет (13 января 1663 — 30 августа 1743), сын предыдущего, барон Бертон с 1711 года и граф Аксбридж с 1714 года

## Графы Аксбридж, первая креация (1714)
- 1714—1743: Генри Пэджет, 1-й граф Аксбридж (13 января 1663 — 30 августа 1743), сын 6-го барона Пэджета
- 1743—1769: Генри Пэджет, 2-й граф Аксбридж (22 января 1719 — 16 ноября 1769), единственный сын Томаса Пэджета, лорда Пэджета (1689—1742), и внук 1-го графа Аксбриджа.

## Бароны Пэджет (1769)
- 1769—1812: Генри Бейли, затем Пэджет, 9-й барон Пэджет (18 июня 1744 — 13 марта 1812), старший сын Сэра Николаса Бейли, 2-го баронета, граф Аксбридж с 1784 года

## Графы Аксбридж, вторая креация (1784)
- 1784—1812: Генри Пэджет, 1-й граф Аксбридж (18 июня 1744 — 13 марта 1812), старший сын Сэра Николаса Бейли, 2-го баронета
- 1812—1854: Генри Уильям Пэджет, 2-й граф Аксбридж (17 мая 1768 — 29 апреля 1854), старший сын предыдущего, маркиз Англси с 1815 года

## Маркизы Англси (1815)

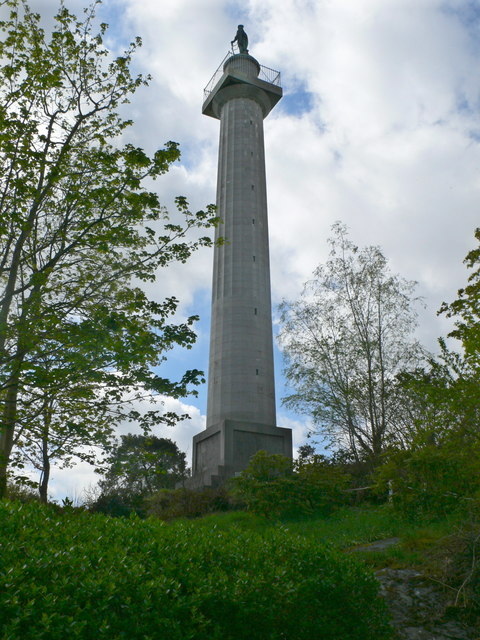
Колонна в честь Генри Пэджета, 1-го маркиза Англси, установленная в Лланвайр-Пуллгвингилле, графство Англси

- 1815—1854: Генри Уильям Пэджет, 1-й маркиз Англси (17 мая 1768 — 29 апреля 1854), старший сын Генри Пэджета, 1-го графа Аксбриджа
- 1854—1869: Генри Пэджет, 2-й маркиз Англси (6 июля 1797 — 7 февраля 1869), старший сын предыдущего
- 1869—1880: Джордж Генри Уильям Пэджет, 3-й маркиз Англси (9 декабря 1821 — 30 января 1880), единственный сын предыдущего от первого брака
- 1880—1898: Генри Пэджет, 4-й маркиз Англси (25 декабря 1835 — 13 октября 1898), второй сын 2-го маркиза Англси от второго брака
- 1898—1905: Генри Сирил Пэджет, 5-й маркиз Англси (16 июня 1875 — 14 марта 1905), старший сын предыдущего
- 1905—1947: Чарльз Генри Пэджет Александр, 6-й маркиз Англси (14 апреля 1885 — 21 февраля 1947), старший сын Лорда Александра Виктора Пэджета (1839—1896) и внук 2-го маркиза Англси
- 1947—2013: Джордж Чарльз Генри Виктор Пэджет, 7-й маркиз Англси (8 октября 1922 — 13 июля 2013), единственный сын предыдущего
- 2013 — настоящее время: Чарльз Александр Воган Пэджет, 8-й маркиз Англси (род. 13 ноября 1950), старший сын предыдущего
  - Наследник: Бенедикт Дэшил Томас Пэджет, граф Аксбридж (род. 11 апреля 1986), единственный сын предыдущего

## Баронеты Бейли, затем Пэджет из Плас-Ньюидда (1730)
- 1730—1741: Сэр Эдвард Бейли, 1-й баронет (20 февраля 1684 — 28 сентября 1741), сын Николаса Бейли и внук епископа Бангорского Льюиса Бейли
- 1741—1782: Сэр Николас Бейли, 2-й баронет (1709 — 9 декабря 1782), старший сын предыдущего
- 1782—1812: Сэр Генри Бейли Пэджет, 3-й баронет (18 июня 1744 — 13 марта 1812), второй сын предыдущего, барон Пэждет с 1769 года.